# Jonathan Ayité
 Jonathan Ayité  (sinh ngày 21 tháng 7 năm 1985) là một tiền đạo bóng đá Togo thi đấu cho Samsunspor và đội tuyển bóng đá quốc gia Togo.

## Sự nghiệp
Vào kỳ chuyển nhượng mùa đông 2016–17, Ayité rời Alanyaspor để đến câu lạc bộ Yeni Malatyaspor.

## Cuộc sống cá nhân
Em trai của anh Floyd Ayité cũng là một cầu thủ bóng đá quốc gia Togo.